# Tony Cavalero
Anthony Cavalero – amerykański aktor i komik. Najbardziej znany z roli Deweya Finna z serialu Szkoła rocka, Keefego Chambersa z Prawych Gemstonów, oraz grania Ozzy’ego Osbourne’a z filmu The Dirt.

## Życiorys
Cavalero urodził się w północnej Wirginii, niedaleko Waszyngtonu. Uczęszczał do Poe Middle School, oraz Annandale High School, gdzie występował w futbolu, zapasach i lacrosse. Posiada stopień Eagle Scout i czarny pas w Taewondo. Przeprowadził się do Los Angeles w 2006, gdzie studiował teatr na CalStLa. Jest członkiem głównej grupy The Groundlings.

## Kariera
Rozpoczął działalność aktorską w 2006. W 2014 został obsadzony w roli Deweya Finna w remake’u Szkoły rocka zastępując Jacka Blacka z oryginału.
W 2018 został obsadzony w roli Ozzy’ego Osbourne’a w filmie The Dirt.
W 2019 obsadzono go w roli Keefego Chambersa w komedii Prawi Gemstonowie.

## Filmografia

### Filmy
- 2015: The DUFF - Facet w swetrze
- 2015: Teeth and Blood - trzeci ochroniarz burmistrza
- 2016: After the Reality - Reg
- 2016: Internet Famous - sprzedawca lodów
- 2017: Comic Wars: Kaomic - drugi pracownik szpitala psychiatrycznego
- 2017: An American in Texas - Bill Haynes
- 2018: When We First Met - Angus Young
- 2018: Avengers of Justice: Farce Wars - Beaverine
- 2018: Dog Days - Stanley
- 2018: Saturday at the Starlight - Chip
- 2019: Rim of the World - Conrad
- 2019: The Dirt - Ozzy Osbourne
- 2020: The Binge - Pompano Mike
- 2021: We Broke Up - Jayson

### Telewizja
- 2009: Flagged for Removal - sprzedawca węża (odc. Snake Out)
- 2009: There Will Be Brawl - Magikoopa (odc. Debts)
- 2010: Totally Sketch - Chad (odc. Poked)
- 2010: Def and Dum Show - on sam
- 2011: Son of a Pitch - Johnson
- 2012: Gymratz - PJ
- 2012: Stuk - Tyler Jones
- 2012: Z kopyta – Teddy Kavanagh (odc. Capture the Flag)
- 2012: Ben i Kate – Donovan (odc. Reunion)
- 2012: Naughty or Nice - Justin Reid
- 2012: Redeeming Dave - Josh
- 2013: Crash i Bernstein – złodziej (odc. Komiksowy Crash)
- 2013: Dwie spłukane dziewczyny – cronutowy Craig (odc. And the Cronuts)
- 2013: Adam Devine's House Party - Steve (odc. Foam Party)
- 2013: Aim High - Deuce (10 odcinków)
- 2013: Mission: Ford Fiesta Movement - sierżant Gunderson (2 odcinki)
- 2014: Ojcowie – facet z kapturem (odc. Eli Nightingale)
- 2014: Robin Banks and the Bank Roberts - Bobby
- 2014: Współczesna rodzina – Brian (odc. Trzy obiady)
- 2014: The Single Life - Brent
- 2015: K.C. nastoletnia agentka – Wally (2 odcinki)
- 2015: Adam i jego klony – magik Mitch
- 2013–2015: Doktor Hart – Stanley Watts  (9 odcinków)
- 2015: Ken Jeong Made Me Do It - Lindberg
- 2015: Kevin from Work – Don (odc. Gossip from Work)
- 2015: Nickelodeon's Ho Ho Holiday Special - Jingles
- 2015: Becoming Santa - Jack Frost
- 2016: Jess i chłopaki – Philip (odc. Decyzja)
- 2016: Nicky, Ricky, Dicky i Dawn - JT Steele (odc. Misja niezrobialna)
- 2017: Glimpse - szef kuchni Moller
- 2017: This Fucking Town - Brett
- 2017: Nickelodeon's Sizzling Summer Camp Special - Jingles
- 2017: Nickelodeon's Ultimate Halloween Haunted House - pielęgniarz/woźny
- 2018: Angie Tribeca – Timmy Rhebus
- 2018: Scenki z życia – Dale (odc. Konkurs piękności/Rower/Pluszaki/Suszona wołowina)
- 2016−2018: Szkoła rocka – Dewey Finn
- 2019-teraz: Prawi Gemstonowie – Keefe Chambers
- 2020: Cudotwórcy – Ted Carpenter
- 2021: The Conners – Aldo